# 門田元久
門田 元久（もんでん もとひさ）は、戦国時代の武将。毛利氏の家臣。父は麻原之広。初めは麻原 元久（おばら もとひさ）と名乗る。

## 出自
元久が生まれた麻原氏は、室町期の毛利氏当主・毛利元春の三男である毛利広内を祖とし、広内の子の弘親は「毛利」の名字を名乗ったが、弘親の子の是広が安芸国高田郡麻原郷に居住して「麻原」の名字を名乗ったことに始まる。是広以降は、忠広、頼広、之広、元久と続く。

## 生涯
毛利氏庶流の麻原之広の嫡男として生まれる。初めは安芸国高田郡麻原郷に居住して「麻原」の名字を名乗っていたが、同郡の門田山に清原城を築いて移り住んだことから、名字を「門田」に改めた。
天文19年（1550年）7月12日から7月13日にかけて毛利元就によって安芸井上氏が粛清された直後の7月20日に毛利氏家臣団238名が連署して毛利氏への忠誠等を誓った起請文においては、4番目に「門田三河守元久」と署名している。
弘治3年（1557年）12月10日に毛利元就・隆元父子が毛利氏の五奉行である桂就宣、赤川元保、国司元相、粟屋元親、児玉就忠に宛てた、毛利家における弘治4年（1558年）の正月儀礼で家臣や国人らが挨拶を行う日程の予定を記した「正月佳例書」によると、1月2日の予定に親類衆とその子共衆や相伴衆に加えて、元久のような外様衆も加えると記されている。元久以外の外様衆が誰であるかは記されていないが、ここで元久ら外様衆が加えられた理由としては、親類衆ほど近い親族ではないものの、元久が毛利氏庶流の麻原氏の出身であるように、広い意味での「親類衆」に該当すると判断されたためと考えられている。なお、親類衆としては福原貞俊、桂元澄、長屋元定、志道元保、口羽通良、坂少輔六郎の名が記されており、相伴衆として飯田与三次郎、渡辺長、国司元相の名が記されている。
没年は不明。子の就顕が後を継いだ。